# Furutaka
Il Furutaka (古鷹? lett. "Falcone maggiore") è stato un incrociatore pesante appartenente alla Marina imperiale giapponese, prima ed eponima unità della stessa classe e così nominato dall'omonimo monte che sorge sull'isola di Etajima (prefettura di Hiroshima). Fu varato dal cantiere navale di Nagasaki nel febbraio 1925.
Dal momento dell'entrata in servizio nel marzo 1926 e fino al 1931 attese a periodiche esercitazioni e operò sia nelle acque giapponesi, sia in quelle cinesi. Dopo una prima ricostruzione tra 1931 e 1933, tornò operativo con la 6ª e la 7ª Divisione incrociatori. Dall'aprile 1937 all'aprile 1939 andò incontro a una profonda opera di ammodernamento che lo dotò di tre torri binate, apparato motore più potente, armi contraeree più numerose e numerose altre migliorie. Definitivamente integrato nella 6ª Divisione, prestò servizio per lo più nelle acque giapponesi.
Al momento dell'attacco di Pearl Harbor (7 dicembre 1941) si trovava in navigazione verso Guam nelle isole Marianne che però fu conquistata prima del suo arrivo. Spostatosi a Truk, fornì supporto e protezione alla conquista di Rabaul (gennaio 1942) e tentò invano, con il resto della 6ª Divisione, di intercettare una Task force statunitense che aveva colpito le isole Marshall; coprì dunque le operazioni anfibie nelle isole Salomone settentrionali e in Nuova Guinea. A maggio partecipò alla battaglia del Mar dei Coralli senza arrivare a contatto con le forze navali di superficie avversarie e giugno fu oggetto di un ciclo di revisioni in Giappone. Inviato nuovamente nel Pacifico meridionale, nella notte dell'8-9 agosto 1942 prese parte alla vittoriosa battaglia dell'isola di Savo ingaggiata per respingere gli statunitensi, sbarcati su Guadalcanal; non subì alcun danno ma la distruzione della flotta d'invasione non fu ottenuta. Dopo aver partecipato marginalmente alla battaglia delle Salomone Orientali, rimase per il mese di settembre nel settore isole Salomone-isole dell'Ammiragliato.
Nella notte tra l'11 e il 12 ottobre 1942 fu inviato assieme agli incrociatori pesanti Aoba, Kinugasa e ai cacciatorpediniere Hatsuyuki e Fubuki a bombardare la pista aerea "Henderson"; tuttavia le navi nipponiche s'imbatterono nella Task force 64 del contrammiraglio Norman Scott che inflisse loro danni molto gravi. Il Furutaka fu devastato da decine di proiettili e un siluro ne distrusse parte dell'apparato motore; andato alla deriva, affondò nelle prime ore del 12 ottobre con circa trenta morti tra l'equipaggio. I superstiti furono per lo più salvati, mentre un centinaio fu catturato.

## Caratteristiche
Il Furutaka formava con il Kako la classe omonima, risultato di continui ripensamenti e cambiamenti apportati a un progetto di incrociatore da ricognizione da 7 310 tonnellate, steso sin dal 1916 e rivisitato dopo che lo stato maggiore generale era rimasto colpito dalla classe Omaha statunitense prima, dalla classe Hawkins britannica poi. Solo nell'estate 1921 i disegni tecnici definitivi, curati dal capitano di vascello e ingegnere navale Yuzuru Hiraga, furono approvati: essi introducevano notevoli innovazioni quali l'inclusione nella struttura portante dello scafo della corazzatura di murata e del ponte continuo, accorgimenti ripresi dalla sua precedente creazione (l'incrociatore leggero Yubari) per contenere il dislocamento. Furono previste inoltre un'artiglieria principale da 200 mm, una velocità di 35 nodi e una corazzatura capace di resistere a granate da 152 mm esplose da 12 000-15 000 metri. Tuttavia l'ostinata volontà delle alte sfere di aggiungere altre armi e una certa approssimazione nel calcolo dei pesi fece sì che la stazza fosse superiore di circa 1 000 tonnellate a quanto preventivato.
Il Furutaka, infatti, presentava un dislocamento a vuoto di 8 230 tonnellate e a pieno carico di circa 9 580 tonnellate. Presentava una lunghezza alla linea di galleggiamento di 183,53 metri (185,17 fuori tutto), una larghezza massima di solo 15,77 metri e un pescaggio di 5,56 metri; il rapporto lunghezza/larghezza era elevato allo scopo di raggiungere la velocità di progetto. Come detto, la protezione era elemento integrante del telaio: la cintura spessa 76 mm era lunga solo 80 metri e copriva la zona dell'apparato motore; sul bordo superiore era connessa al ponte di coperta dalla corazzatura laterale spessa 35 mm. Il ponte stesso aveva piastre da 32 mm, mentre il primo ponte era più robusto con 48 mm d'acciaio. Le sei torri d'artiglieria avevano una protezione di 25 mm su tutti i lati, mentre le sottostanti barbette e magazzini di munizioni di 50 mm. La torre di comando non era provvista di alcuna corazzatura. Infine, come misura difensiva contro i siluri, erano presenti delle modeste controcarene e lo scafo era diviso longitudinalmente da una paratia stagna non corazzata: ciò limitava l'allagamento eventuale a solo una parte della nave, ma il rischio di capovolgimento era concreto. L'armamento principale era formato da sei cannoni Type 3 modello 1 da 200 mm lunghi 50 calibri (L/50), raggruppati tre a prua e tre a poppa con le torri al centro sopraelevate; erano inoltre disponibili dodici lanciasiluri da 610 mm, installati a coppie sul ponte di coperta (tre per lato) in impianti fissi. La difesa contraerea si articolava su quattro cannoni Type 11 da 76 mm L/40 e due mitragliatrici leggere da 7,7 mm.
L'apparato motore era costituito da dodici caldaie Kanpon, delle quali dieci alimentate a olio combustibile e le restanti due miste (olio e carbone); esse davano potenza a quattro turbine a ingranaggi a vapore del tipo Mitsubishi-Parsons, a ciascuna delle quali era vincolato un albero motore con elica: l'energia motrice ammontava a 102 000 shp e la velocità massima era di 34,5 nodi, conseguenza del dislocamento eccessivo. Circa le riserve di carburanti esistono differenze tra le fonti: 1 400 tonnellate di olio combustibile e 400 di carbone, 1 010 di olio combustibile e 570 di carbone e ancora 450 tonnellate di carbone. L'autonomia era pari a 6 000 miglia alla velocità di 14 nodi. La nave era gestita da un equipaggio di 625 tra ufficiali, sottufficiali e marinai.

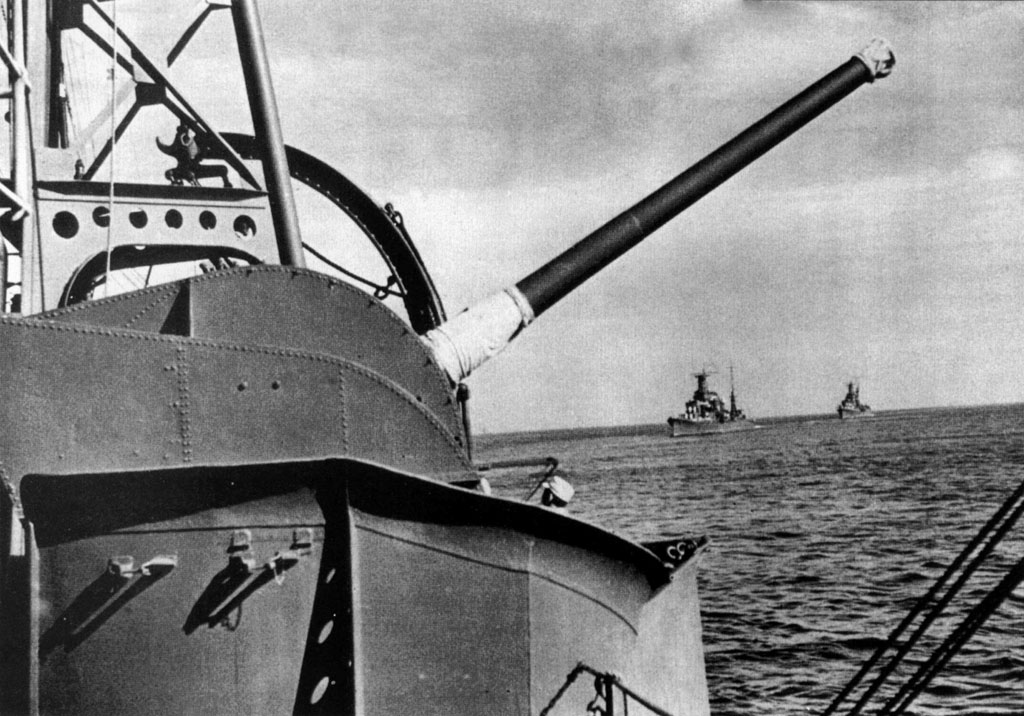
Il cannone Type 10 da 120 mm, uno dei nuovi modelli di arma installati sul Furutaka durante i lavori di ammodernamento

Il Furutaka fu modificato varie volte, essendo uno degli incrociatori più anziani in servizio. Nell'inverno 1926-1927 i due fumaioli furono innalzati e le cappe alterate, di modo che i fumi di scarico fossero espulsi correttamente, nel 1930 fu rimossa la piattaforma di lancio che era stata aggiunta sul tetto della torre numero 4 (la prima di poppa) per l'idrovolante conservato nell'hangar di poppavia: poiché poco ergonomica, il velivolo doveva essere ogni volta deposto in acqua e recuperato da un argano. Durante il 1932 fu del tutto reimpostata la dotazione contraerea su quattro cannoni Type 10 da 120 mm L/45 in postazioni singole e due impianti doppi su mitragliatrici Type 93 da 13,2 mm; i lavori videro anche l'aggiunta di una catapulta tra l'hangar e la torre numero 4. Il 1º aprile 1937, infine, il Furutaka iniziò un massiccio processo di modernizzazione presso l'arsenale di Kure, che fu completato il 30 aprile 1939: i sistemi di controllo del tiro furono aggiornati e le sovrastrutture ampiamente ricostruite, con conseguente rilocazione delle armi contraeree. Le sei torri singole furono rimpiazzate da tre torri binate, dotate di cannoni Type 3 modello 2 da 203 mm L/50 e con eguale corazzatura delle precedenti, disposte due a prua e una a poppa. La contraerea fu incrementata da quattro coppie di cannoni Type 96 da 25 mm L/60 mentre la dotazione silurante fu riorganizzata su due impianti quadrinati brandeggiabili di tubi da 610 mm, dotati del letale ordigno Type 93 e siti sul ponte a mezzanave verso poppa, ai lati di una nuova catapulta che serviva due idrovolanti Kawanishi E7K2. Ancora, la torre di comando fu rivestita di un manto corazzato spesso 36 mm e furono rimosse le caldaie ad alimentazione mista: ciò permise di ridurre le dimensioni del secondo fumaiolo e ne conseguì un aumento dell'erogazione di vapore da parte delle rimanenti dieci unità. La riserva di combustibile, dunque, passò a 1 858 tonnellate di olio, l'autonomia crebbe a 7 900 miglia alla velocità di 14 nodi (14 600 chilometri a 26,60 km/h) e la potenza motrice a 110 000 shp.
Quest'ultimo radicale intervento fece comunque aumentare il dislocamento standard del Furutaka a 8 840 tonnellate circa e quello a pieno carico a 10 506 tonnellate; la stabilità venne poi a essere compromessa dal peso delle nuove armi e dunque furono aggiunte controcarene più larghe, assestando il pescaggio a 5,61 metri e aumentando la larghezza a 16,93 metri. La velocità massima, pertanto, scese a 33 nodi. L'equipaggio, infine, passò a 639 effettivi.

## Servizio operativo

### Varo, anni venti e trenta

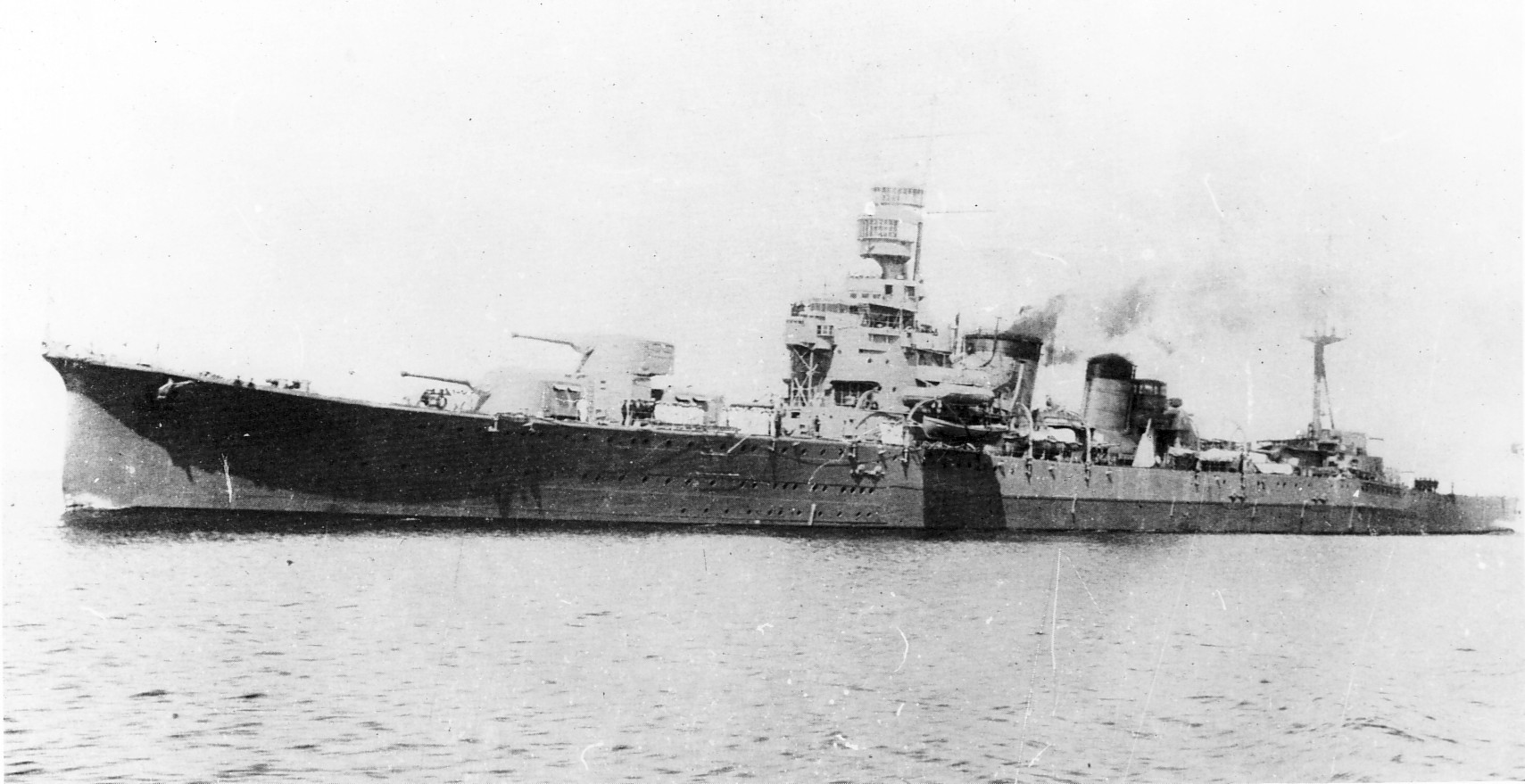
Il Furutaka nella baia di Nagasaki, appena entrato in servizio

L'incrociatore pesante Furutaka fu ordinato nell'anno fiscale edito nel 1923. La sua chiglia fu impostata nel cantiere navale di Nagasaki, gestito dalla Mitsubishi, il 5 dicembre 1922 e fu varato il 25 febbraio 1925; venne completato il 31 marzo 1926. Assieme al Kako fu l'ultimo incrociatore giapponese a non essere vincolato ai limiti imposti dal trattato navale di Washington del febbraio 1922.
Fu inserito nella 5ª Divisione incrociatori e per i cinque anni successivi partecipò alle periodiche, intensive esercitazioni della marina imperiale giapponese e condusse numerose crociere nelle acque cinesi. Posto in riserva nel tardo 1931, vi rimase fino alla metà del 1933 poiché sottoposto a un ciclo di riparazioni e modifiche. Tornò quindi in servizio attivo dapprima con la 6ª Divisione incrociatori e poi con la 7ª Divisione, prendendo parte ad alcune operazioni al largo delle coste cinesi. Dal maggio 1939 e fino al coinvolgimento diretto dell'Impero giapponese nella seconda guerra mondiale, il Furutaka operò quasi sempre nelle acque territoriali nipponiche integrato nella 6ª Divisione incrociatori, al comando del contrammiraglio Aritomo Gotō e che comprendeva anche gli incrociatori pesanti Kako, Aoba (nave ammiraglia) e Kinugasa; la divisione era a sua volta parte della 1ª Flotta del viceammiraglio Shirō Takasu. Il 28 novembre 1941 il comando del Furutaka fu assunto dal capitano di vascello Tsutau Araki.

### La seconda guerra mondiale

#### 1941-1942

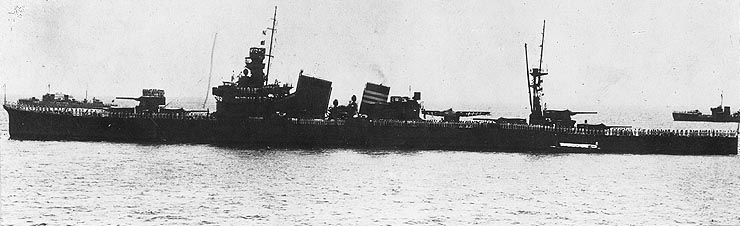
Il Furutaka nel 1933; si può apprezzare la configurazione delle torri da 200 mm

Il 2 dicembre 1941, all'àncora nella baia dell'isola di Hahajima nell'arcipelago delle Ogasawara, il Furutaka ricevette il messaggio in codice Niitakayama nobore 1208, che indicava l'inizio imminente dell'attacco di Pearl Harbor e l'apertura delle ostilità sul fronte dell'Oceano Pacifico. La 6ª Divisione incrociatori salpò il 4 dicembre alla volta di Guam, unico possedimento statunitense nelle isole Marianne, che dopo due giorni di bombardamenti aerei fu invasa e conquistata nelle prime ore del 10 dicembre, senza necessità di intervento dei cannoni degli incrociatori; la 6ª Divisione fece dunque rotta sulla grande base navale di Truk (isole Caroline). Il 13 dicembre riprese il mare per scortare assieme ad altre unità le portaerei Soryu e Hiryu, distaccate dalla 1ª Flotta aerea reduce dall'attacco di Pearl Harbor per agevolare la conquista dell'Isola di Wake, rallentata dall'imprevista resistenza statunitense: fu infine occupata il 23 dicembre. Dal 10 al 18 gennaio 1942 la 6ª Divisione incrociatori rimase a Truk, poi partì per coprire l'assalto anfibio a Rabaul in Nuova Britannia (operazione "O"), avvenuto con successo il 23 gennaio; garantì dunque le operazioni per la conquista di Kavieng (Nuova Irlanda) avvenute poco dopo e quindi tornò nell'appena conquistata Rabaul. Il 1º febbraio il Furutaka e i gemelli salparono d'urgenza in seguito a un rapido raid aeronavale statunitense sul protettorato nipponico delle isole Marshall, che aveva danneggiato varie navi: il 4 febbraio era presso l'isolotto di Roi-Namur nell'atollo Kwajalein e il 6 si ancorò all'isola di Kwajalein ma, poiché le Task force 17 (contrammiraglio Frank Fletcher) e 8 (contrammiraglio William Halsey) si erano già allontanate, rientrò il 10 a Truk. Il 20 febbraio il Furutaka, il Kinugasa e il Kako cercarono invano di intercettare la Task force 11 del contrammiraglio Wilson Brown che, avvistata vicino a Rabaul, aveva invertito la rotta; l'inseguimento fu un fiasco e il 23 gli incrociatori tornarono alla base. Il 2 marzo la 6ª Divisione si spostò a Rabaul (raggiunta il 5) dove si unì alle forze della 4ª Flotta del viceammiraglio Shigeyoshi Inoue assemblate per l'invasione di Lae-Salamaua (operazione "SR"), due piccoli centri dotati di aeroporti sulla costa settentrionale della Nuova Guinea: in particolare il Furutaka formò con i gregari della 6ª Divisione e gli incrociatori leggeri della 18ª (Tatsuta, Tenryu) la squadra di copertura a distanza. Lo sbarco riuscì senza ostacoli l'8 marzo e il Furutaka con gli altri incrociatori lasciò le acque della Nuova Guinea, sfuggendo così all'improvvisa e pesante incursione aeronavale delle TF 11 e 17, che si erano riunite nel Golfo di Papuasia a sud dell'isola. Le due divisioni toccarono il 9 marzo l'ancoraggio di Buka sull'omonima isola adiacente Bougainville e l'11 gettarono le àncore a Rabaul; il 14 marzo il Furutaka e tutte le altre unità ripresero il mare, stazionarono dal 15 al 17 a Buka e il 18 raggiunsero lo stretto Moewe che divide il porto di Kavieng dalla Nuova Hannover. Qui rimasero fino al 26 marzo, quando salparono con destinazione Rabaul che fu raggiunta il giorno successivo. Il 28 le due divisioni partirono nuovamente, fecero tappa a Rabaul e quindi fecero rotta a sud-est, proteggendo gli sbarchi incontrastati nelle isole Shortland (30 marzo) e a Kieta sulla costa orientale dell'isola di Boungainville (31 marzo).

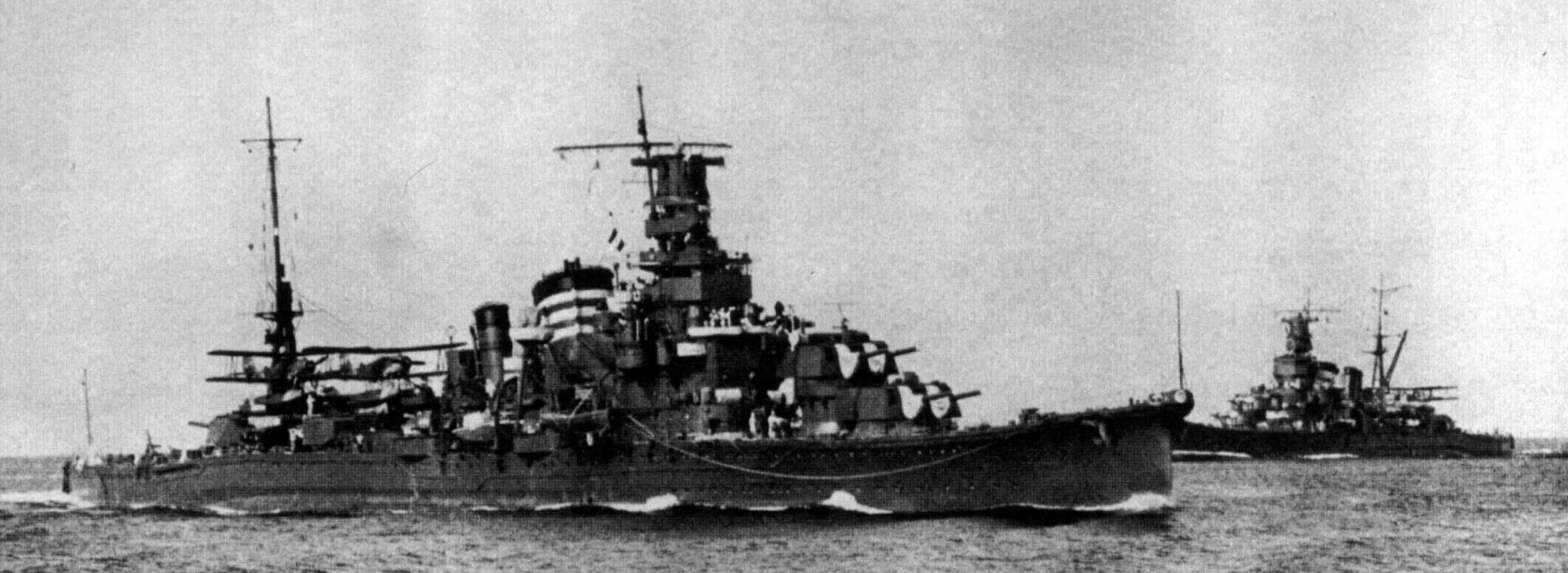
Il Furutaka e il Kinugasa (secondo piano) in navigazione nel corso dei primi mesi di guerra

Giunte a Rabaul già il 1º aprile 1942, la 6ª e la 18ª Divisione fecero il pieno di combustibile e ripartirono immediatamente: sostarono dal 2 al 5 aprile nello stretto Moewe, poi il 7 aprile raggiunsero Manus nelle isole dell'Ammiragliato. L'8 fecero rotta su Truk dove dal 10 al 30 aprile tutti gli incrociatori furono sottoposti a riequipaggiamento. Nella seconda metà del mese, intanto, il Gran Quartier generale imperiale aveva ordinato di iniziare l'operazione Mo, la conquista di Tulagi, delle isole Louisiade e di Port Moresby nella Nuova Guinea meridionale, ultimo bastione alleato sull'isola. La 6ª Divisione fu rinforzata dalla portaerei leggera Shoho, dal cacciatorpediniere Sazanami e dalla petroliera Iro e si portò il 3 maggio all'ancoraggio della Regina Carola vicino a Buka, da dove vigilò sull'occupazione di Tulagi. Il giorno seguente, mentre il convoglio d'invasione di Port Moresby salpava, la Task force 17 del contrammiraglio Fletcher lanciò tre attacchi consecutivi su Tulagi, affondando o danneggiando diverse unità, e il Furutaka assieme agli incrociatori della 6ª Divisione partì subito con rotta su Guadalcanal. Il giorno seguente, però, le portaerei americane si raggrupparono per fronteggiare la formazione d'attacco del viceammiraglio Takeo Takagi che, con le portaerei Shokaku e Zuikaku, era penetrata da est nel Mar dei Coralli; il Furutaka e gli altri tre incrociatori, intanto, si erano fermati alle Shortland e la mattina del 6 furono oggetto di un attacco rimasto infruttuoso da parte di quattro bombardieri pesanti Boeing B-17 Flying Fortress: salparono poco dopo e il 7 si riunirono alla Shoho in alto mare, a ovest di Bougainville. Negli stessi giorni si era sviluppato lo scontro tra la TF 17 e la squadra del viceammiraglio Takagi: dopo essersi reciprocamente cercate senza esito, il 7 maggio furono effettuati i primi attacchi di velivoli imbarcati, che affondarono un cacciatorpediniere e una petroliera statunitensi. Il contrammiraglio Fletcher ordinò altre ricognizioni e lanciò un'ondata di circa novanta aerei (per lo più bombardieri in picchiata) che scovò il gruppo del contrammiraglio Gotō: il Furutaka e i gregari, troppo distanti dall'unità, non furono capaci di intervenire in maniera incisiva con la contraerea e la Shoho fu affondata al largo dell'isola Misima da un gran numero di ordigni giunti a segno. L'8 maggio la Shokaku rimase severamente danneggiata ma anche le forze aeree imbarcate nipponiche colsero un successo distruggendo la Lexington e infliggendo danni gravi alla Yorktown. Al termine dello scontro la 6ª Divisione si divise e il Furutaka e il Kinugasa, senza danni, furono distaccati per scortare la Shokaku a Truk: fecero tappa alle Shortland per rifornimento il 9 o il 13 maggio, quindi il 17 arrivarono alla base aeronavale delle Caroline dove sostarono sino al 31 maggio; partirono infine con destinazione l'arsenale di Kure, dove giunsero il 5 giugno e dove dal 10 furono sottoposti a una revisione generale.
Dopo un periodo di licenza per gli spossati equipaggi, i due incrociatori ripresero il mare il 28 giugno, fecero tappa a Truk tra il 4 luglio e il 7 luglio e infine il 9 luglio sostarono a Kieta, dove riempirono i serbatoi; quindi tra il 14 e il 26 luglio visitarono varie basi della marina imperiale nelle Salomone, in Nuova Britannia e Nuova Irlanda e si riunirono al Kako e all'Aoba nello stretto Moewe. Nel frattempo, il 14 luglio, lo stato maggiore generale della marina aveva creato l'8ª Flotta, con quartier generale a Rabaul e agli ordini del viceammiraglio Gun'ichi Mikawa: il 27 luglio le fu assegnata la 6ª Divisione al completo. Il pomeriggio del 7 agosto la divisione, gli incrociatori leggeri Tenryu e Yubari e il cacciatorpediniere Yunagi salparono da Rabaul guidati dall'incrociatore pesante Chokai (ammiraglia di Mikawa) in risposta allo sbarco statunitense sull'isola di Guadalcanal, avvenuto quasi incontrastato quella mattina. La squadra nipponica sfuggì alle ricognizioni aeree e nella notte dell'8-9 agosto ingaggiò battaglia presso l'isola di Savo disposta in linea di fila, con il Furutaka in quinta posizione (tra il Kinugasa a prua e il Tenryu a poppa). Sgominò una formazione di cinque incrociatori pesanti e quattro cacciatorpediniere australiano-statunitensi con perdite molto contenute; il Furutaka non fu mai colpito. Il viceammiraglio Mikawa però non approfittò del successo tattico per attaccare i trasporti e i mezzi anfibi perché temeva che, all'alba, le sue navi sarebbero state obiettivo dell'aviazione imbarcata o basata a terra dell'avversario: perciò ordinò la ritirata. Il 9 agosto la formazione giapponese si divise vicino a Bougainville; il viceammiraglio Mikawa proseguì per Rabaul con gli incrociatori leggeri e lo Yunagi mentre la 6ª Divisione incrociatori continuò per Kavieng. Il giorno successivo, a poca distanza dalla base, finì sotto attacco da parte del sommergibile USS S-44 e il Kako, silurato, saltò in aria.
I superstiti tre incrociatori pesanti giunsero allo stretto Moewe e furono sottoposti a urgenti lavori di manutenzione e riparazione. Il 17, nuovamente operativi, salparono per la base di idrovolanti appena stabilita nella baia di Rekata, sulla costa nord-orientale dell'isola Santa Isabel, dove si fermarono dal 19 al 20 agosto; da qui raggiunsero le isole Shortland il 22 agosto. La 6ª Divisione incrociatori, cui fu unito il Chokai, fu coinvolta indirettamente nella battaglia delle Salomone Orientali, combattuta da una vasta aliquota della marina imperiale per proteggere lo sbarco su Guadalacanal di un forte contingente: la divisione partì il 23 agosto dalle Shortland per fornire scorta a distanza e durante il giorno fu individuata da un solitario idrovolante da pattugliamento Consolidated PBY Catalina della squadriglia VP-23, che attaccò senza successo il Furutaka. Il 26 agosto il Furutaka fu distaccato dalla divisione e per il mese successivo fece la spola tra l'ancoraggio di Kieta (Bougainville) e la base di Rabaul alla bisogna per rifornirsi. Nelle prime ore del 12 settembre, a sud della Nuova Irlanda, fu attaccato dal sommergibile S-47 i cui siluri però non colpirono.

#### L'affondamento

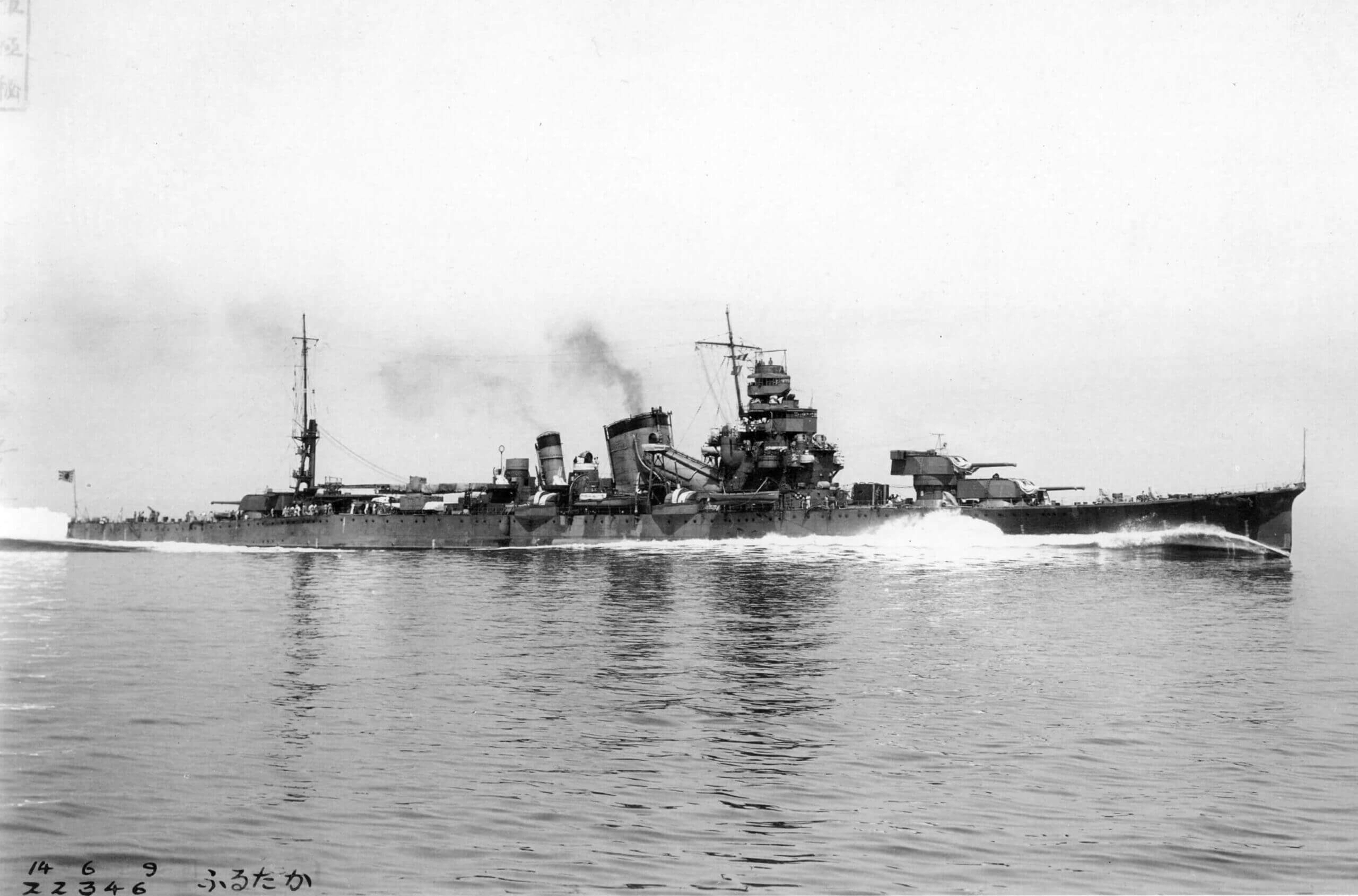
Il Furutaka durante una prova di velocità nel 1939; da notare le torri binate e il nuovo profilo della sovrastruttura prodiera

Il 1º ottobre 1942, riunitosi alla divisione d'appartenenza, il Furutaka si trovava alle isole Shortland con lo Aoba e il Kinugasa. Agli inizi del mese i comandi giapponesi organizzarono un nuovo schieramento per trasportare gli uomini e le attrezzature della 2ª Divisione fanteria a Guadalcanal; fu previsto che la 6ª Divisione bombardasse in due tempi (notte dell'11 e 12 ottobre) l'aeroporto sull'isola, attirando le forze navali statunitensi in modo da facilitare la missione del convoglio. Anche gli Stati Uniti apprestarono un convoglio recante a bordo rinforzi e formarono tre distinte squadre per garantirne la protezione: una di queste era la Task force 64 del contrammiraglio Norman Scott, incaricato della scorta diretta. La mattina dell'11 ottobre la 6ª Divisione, con il Fubuki e lo Hatsuyuki dell'11ª Divisione cacciatorpediniere, lasciò l'ancoraggio ma nel tardo pomeriggio fu avvistata da un B-17 dell'11º Gruppo bombardieri mentre discendeva il cosiddetto "Slot" (braccio di mare tra i due filoni delle isole Salomone). La comunicazione raggiunse il contrammiraglio Scott che dispose subito le proprie unità  (quattro incrociatori e cinque cacciatorpediniere) in linea di fila; si portò a ovest di Guadalcanal e Savo e assunse una rotta per nord-est a bassa velocità, sbarrando così la via ai giapponesi. Costoro arrivavano con gli incrociatori pesanti Aoba, Furutaka e Kinugasa in linea di fila e i due cacciatorpediniere ai lati, ignari della presenza statunitense.
All'altezza dell'Isola di Savo il contrammiraglio Scott ordinò d'invertire la rotta e alle 23:30 circa alcune delle navi individuarono degli echi sui radar, che egli non sapeva attribuire; il comandante dell'incrociatore leggero USS Helena chiese allora il permesso di aprire il fuoco e Scott, mal interpretando, rispose affermativamente. Lo Helena iniziò dunque a sparare subito imitato dagli altri incrociatori: la squadra statunitense aveva effettuato il taglio del T. Il contrammiraglio Gotō fu colto del tutto impreparato e le salve avversarie arrecarono subito danni; ordinò dunque un disimpegno rapido prima di rimanere gravemente ferito dalla gragnola di proietti che devastarono lo Aoba. Il Kinugasa e lo Hatsuyuki virarono a sinistra, allontanandosi dalla colonna statunitense, ma il cacciatorpediniere Fubuki e il Furutaka accostarono a dritta seguendo l'ammiraglia. Il capitano Araki, che all'inizio del combattimento aveva fatto tirare sull'isolato cacciatorpediniere USS Duncan, manovrò quindi per attaccare l'incrociatore pesante USS Salt Lake City ma il Furutaka fu rapidamente inquadrato e incassò numerose granate che fecero, tra l'altro, deflagrare alcuni siluri posti nei tubi; si svilupparono grandi incendi che lo resero ben visibile, sì che fu colpito da quasi novanta proietti. Alle 23:54 un siluro, proveniente forse dal Duncan, centrò la sala macchine di prua che si allagò, rendendo il governo del Furutaka difficile.
La battaglia durò fin verso le 00:20 quando il contrammiraglio Scott rinunciò a inseguire le superstiti navi giapponesi in fuga e ripiegò con rotta sud-ovest. Il Furutaka era in fiamme e ben presto l'energia motrice venne a mancare del tutto. Alle 02:28 del 12 ottobre affondò di poppa a nord-est di Savo (9°02′N 159°33′E), trascinando con sé trentuno morti. Il capitano Araki fu tratto in salvo assieme ad altri 514 membri dell'equipaggio dai cacciatorpediniere Hatsuyuki (rimasto danneggiato), Murakumo e Shirayuki, questi ultimi due inviati dal contrammiraglio Takatsugu Jōjima che comandava il gruppo di trasporti. Il Murakumo fu tuttavia affondato da velivoli statunitensi alle luci dell'alba. Nelle ore successive 115 altri naufraghi del Furutaka, dati per dispersi dalla Marina imperiale, furono tratti in salvo dalle unità statunitensi divenendo prigionieri di guerra.
Il 10 novembre 1942 il Furutaka fu radiato d'ufficio dalla lista del naviglio in servizio attivo.